# Pixlr
Pixlr je sada obrazových nástrojů založených na principu cloudu, zahrnující řadu editorů fotografií, rozšíření prohlížeče pro záznam aktivit na obrazovce a služeb pro sdílení fotografií. Sada nebyla primárně určena pro profesionály, nicméně aplikace umožňují jak jednoduché, tak pokročilé úpravy fotografií.
Sada může být použita na počítačích nebo na smartphonech či tabletech za pomocí mobilní aplikace.

## Historie
Pixlr vytvořil ve Švédsku v roce 2008 Ola Sevandersson. Dne 19. července 2011 společnost Autodesk oznámila, že získala sadu Pixlr a že Sevandersson vstoupil do společnosti. Dne 24. dubna 2017 získala Autodesk Pixlr společnost 123rf v rámci nezveřejněné dohody.